# Vozes Inocentes
Voces inocentes (no Brasil e em Portugal: Vozes Inocentes) é um filme mexicano de 2004, do gênero drama histórico, dirigido por Luis Mandoki. A trama se passa durante a Guerra Civil de El Salvador, e se baseia na infância do roteirista Óscar Torres. O filme aborda o uso militar das crianças e também mostra a injustiça contra pessoas inocentes que são obrigadas a lutar na guerra. Ele segue a história do narrador, um menino chamado Chava.

## Lançamento
Este filme estreou no Festival de Toronto 2004, em 16 de setembro de 2004, antes de ser lançado no México em 28 de janeiro de 2005. Mais tarde, recebeu um lançamento limitado nos Estados Unidos em 14 de outubro de 2005.

## Recepção da crítica
Este filme recebeu críticas favoráveis dos críticos de cinema. Com base em 48 comentários recolhidos pela crítica local agregada do site Rotten Tomatoes, o filme obteve 71% de aprovação "Fresh", com uma classificação média de 6.8/10. O consenso crítico do site é: "Vozes Inocentes é uma dramatização apaixonadamente contando sobre uma questão desagradável da guerra - o seu impacto sobre as crianças".   O Metacritic, em outra revisão, que atribui uma avaliação média ponderada de 100 até opiniões dos críticos tradicionais, calculou uma pontuação média de 66, com base em 24 avaliações, o que indica "revisões geralmente favoráveis".
Roger Ebert do Chicago Sun-Times deu este filme 3 de 4 estrelas, dizendo que este filme é "efetivo sem ser excessivo". 
Claudia Puig do USA Today deu esse filme 3 estrelas e meia de 4, chamando-o de "um filme profundamente comovente e poderoso".
Uma das maiores críticas ao filme foi os personagens não falar em acentos salvadorenhos ou Caliche. O povo de El Salvador, em sua maior parte falar em voseo, que era inexistente no filme.

## Prêmios
Este filme foi a apresentação do México para Melhor Filme Estrangeiro no Oscar 2005, mas não conseguiu ser finalista pela Academia.
- Três Prémio Ariel em 2005, para os melhores efeitos especiais, maquiagem e atriz coadjuvante
- Um Prêmio Crystal Heart[7] bem como Prêmio Audience Choice de melhor filme dramático[8] no Heartland Film Festival 2005.
- Prêmio Golden Space Needle no Seattle International Film Festival (2005)
- Stanley Kramer Award do Producers Guild of America
- Prêmio de Ouro no Giffoni Film Festival na categoria Free to Fly em 2005.